# Sisicottus
Sisicottus is een geslacht van spinnen uit de familie hangmatspinnen (Linyphiidae).

## Soorten
De volgende soorten zijn bij het geslacht ingedeeld:
- Sisicottus aenigmaticus Miller, 1999
- Sisicottus crossoclavis Miller, 1999
- Sisicottus cynthiae Miller, 1999
- Sisicottus montanus (Emerton, 1882)
- Sisicottus montigenus Bishop & Crosby, 1938
- Sisicottus nesides (Chamberlin, 1921)
- Sisicottus orites (Chamberlin, 1919)
- Sisicottus panopeus Miller, 1999
- Sisicottus quoylei Miller, 1999